# Пиди
Пиди (на английски: Peedee) е северноамериканско индианско племе, което през 17 век живее в средното течение на река Пиди в Южна Каролина. Няма оцелели думи от езика им, но се предполага, че е сиукски език. Племето се споменава за първи път през 1566 г., когато Хуан Пардо идва да изследва Провинция Кофитачеко. Пардо отбелязва, че в Провинцията живеят 14 големи племена, между които и „вехиди“ (пиди) в средната част на река Пиди. На същото място ги срещат през 1670те и първите английски колонисти. След 1717 г. се изместват нагоре по река Пиди, където се смесват с други сиуговорещи племена. Някои обаче остават в родината си. В края на 20 век четири групи локализирани в Южна Каролина претендират, че са потомци на историческите пиди. И четирите получават признаване от щата Южна Каролина след 2005 г., но Правителството отказва да им даде федерално признаване, тъй като не може да се докаже приемствеността между пиди и днешните им потомци.

## История
След срещата им с първите английски колонисти в Каролина, пиди стават верни английски съюзници. През 1711 г. техни войни подкрепят колонията във войната им с племето тускарора. След Войната ямаси (1715 – 1717), племето се измества нагоре по Пиди, където постепенно се смесва с други племена в областта. Впоследствие тази смесена общност в по-голямата си част се присъединява към племето катоба. Някои пиди остават в родината си и през 1737 г. колонията Южна Каролина им предоставя около 100 акра земя за резерват по река Едисто. По време на Американската революция, отряд пиди участва на страната на британците, под командването на генерал Марион. След войната името на племето се споменава само веднъж в регистрите. През следващите десетилетия, пиди силно се смесват с бялото и цветнокожо население на Южна Каролина и постепенно губят своята идентичност. През 1976 г. техни потомци създават Пиди индианска асоциация. След 2005 г. щатът Южна Каролина признава 4 групи, които твърдят, че са потомци на историческите пиди.
- Пиди нацията на горна Южна Каролина.
- Индианците Бийвър Крийк.
- Пиди индианското племе на Южна Каролина.
- Пиди индианската нация на Бийвър Крийк.

И на четирите групи е отказано федерално признаване, поради факта, че няма доказателства за приемственост между групите и историческото племе.